# 康科德鎮區 (密蘇里州克林頓縣)
康科德鎮區（英語：Concord Township）是位於美國密蘇里州克林頓縣的一個行政鎮區。

## 地方資料
康科德鎮區的面積為148.29平方千米，當中陸地面積為147.67平方千米，而水域面積為0.62平方千米。根據2020年美國人口普查的數據，當地共有人口2636人，而人口密度為每平方千米17.78人。